# Tiché písně
Tiché písně (Sony Music Bonton, 1998) je album nejznámějších skladeb Jiřího Bulise nazpívaných autorem za vlastního klavírního doprovodu.

## Skladby
1. Jedno jméno
2. Anděl radosti
3. Vánoce za dveřmi
4. Svítání
5. Nekonečný valčík
6. Víří sníh kolem
7. Slyšíš letět saně
8. Jak přesmutno na tebe pohledět
9. Modrý balón
10. Radost má vždycky jen hulvát
11. Sama ráda odhodíš závoj hedvábný
12. Na shledanou
13. Na ploše ledové
14. Podzimní popěvek
15. Písnička v mlze
16. Neodcházej
17. Dubnová inventura
18. Z proroctví Izaiášova
19. Vánoce 1981
20. Hospodin je můj pastýř
21. Lidský život
22. První verš
23. Slunce na peřinách
24. Hodinku na Štědrý den
25. Pohlédni na mne
26. Deštník z Piccadilly
27. Běh života
28. Vlastní životopis
29. Hosté na zemi
30. Epilog: Pískání z inscenace Bylo jich 5 a půl